# Leucostele tunariensis
Leucostele tunariensis ist eine Pflanzenart aus der Gattung Echinopsis in der Familie der Kakteengewächse (Cactaceae). Das Artepitheton tunariensis verweist auf das Vorkommen der Art auf dem Cerro Tunari in Bolivien.

## Beschreibung
Leucostele tunariensis wächst säulenförmig, verzweigt von der Basis aus und erreicht Wuchshöhen von 2 bis 3 Metern. Die keulenförmigen bis zylindrischen, trübgrünen Triebe weisen einen Durchmesser von bis zu 12 Zentimeter auf. Es sind 16 bis 21 scharfkantige Rippen vorhanden. Die auf ihnen befindlichen ovalen Areolen sind grau und stehen bis zu 1 Zentimeter voneinander entfernt. Aus ihnen entspringen etwa 17 Dornen, die nicht in Mittel- und Randdornen unterscheidbar sind. Von den ausstrahlenden, nadeligen Dornen sind einige abwärts gerichtet. Sie sind biegbar und weisen eine Länge von 0,5 bis 6 Zentimeter auf.
Die trichterförmigen, weißen Blüten erscheinen in der Nähe der Triebspitzen und öffnen sich in der Nacht. Sie sind 15 bis 17 Zentimeter lang und besitzen einen Durchmesser von 12 bis 15 Zentimeter. Die kugelförmigen, grünen Früchte weisen einen Durchmesser von 5 Zentimeter auf und sind bis zu 4 Zentimeter lang.

## Verbreitung, Systematik und Gefährdung
Leucostele tunariensis ist im bolivianischen Departamento Cochabamba in der Provinz Cercado auf dem Cerro Tunari in Höhenlagen von 3000 bis 3800 Metern verbreitet.
Die Erstbeschreibung als Trichocereus tunariensis durch Martín Cárdenas wurde 1959 veröffentlicht. Boris O. Schlumpberger stellte die Art 2012 in die Gattung Leucostele. Ein weiteres nomenklatorisches Synonym ist Echinopsis tunariensis (Cárdenas) H.Friedrich & G.D.Rowley (1974).
In der Roten Liste gefährdeter Arten der IUCN wird die Art als „Least Concern (LC)“, d. h. als nicht gefährdet geführt.

## Nachweise